# Günther Haase
Günther Haase (n. 11 iunie 1925, Hamburg, Republica de la Weimar) este un săritor în apă ce a reprezentat Germania, medaliat olimpic. A participat la o ediție a Jocurilor Olimpice (1952) în care a câștigat o medalie de bronz.